# Море-Сен-Дени
Море́-Сен-Дени́ (фр. Morey-Saint-Denis) — коммуна во Франции, находится в регионе Бургундия. Департамент коммуны — Кот-д’Ор. Входит в состав кантона Жевре-Шамбертен. Округ коммуны — Дижон. 
Код INSEE коммуны — 21442.
Коммуну окружают элитные виноградники (гран-крю), которые относятся к винодельческой зоне Кот-д’Ор. Среди них и огороженный старинной стеной виноградник Сен-Дени, название которого в XIX веке вошло в современный топоним.

## Население
Население коммуны на 2010 год составляло 697 человек.
| 1962 | 1968 | 1975 | 1982 | 1990 | 1999 | 2010 |
| ---- | ---- | ---- | ---- | ---- | ---- | ---- |
| 664  | 740  | 718  | 653  | 639  | 671  | 697  |

## Экономика
В 2010 году среди 439 человек трудоспособного возраста (15—64 лет) 339 были экономически активными, 100 — неактивными (показатель активности — 77,2 %, в 1999 году было 77,4 %). Из 339 активных жителей работали 328 человек (170 мужчин и 158 женщин), безработных было 11 (1 мужчина и 10 женщин). Среди 100 неактивных 35 человек были учениками или студентами, 39 — пенсионерами, 26 были неактивными по другим причинам.